# Saint-Pierre-de-Coutances
Saint-Pierre-de-Coutances – miejscowość i gmina we Francji, w regionie Normandia, w departamencie Manche.
Według danych na rok 1990 gminę zamieszkiwało 345 osób, a gęstość zaludnienia wynosiła 85 osób/km² (wśród 1815 gmin Dolnej Normandii Saint-Pierre-de-Coutances plasuje się na 554. miejscu pod względem liczby ludności, natomiast pod względem powierzchni na miejscu 962.).